# Tessiture
Ne doit pas être confondu avec Ambitus ou Registre (musique).
 (octobre 2019).
Si vous disposez d'ouvrages ou d'articles de référence ou si vous connaissez des sites web de qualité traitant du thème abordé ici, merci de compléter l'article en donnant les références utiles à sa vérifiabilité et en les liant à la section « Notes et références ».
La tessiture est l'ensemble ou l'échelle des notes qui peuvent être émises par la voix sans difficulté avec le même volume  sonore et une bonne qualité de timbre. Elle varie d'une personne à l'autre et suivant les conditions. La technique vocale permet d'augmenter cette tessiture par un travail sur le souffle et des exercices de voix. En chant lyrique, on parle de « tessiture vocale » pour chaque registre : grave, médium, aigu (ou haut), pour les hommes et pour les femmes.
La tessiture peut aussi désigner l'étendue des notes d'un instrument de musique.

## Lexicologie
Selon Le Nouveau Petit Robert de la langue française (éd. 1979), ce mot vient de l'italien tessitura, proprement « texture, trame », du verbe tessere, « tisser » ; il est apparu, à la fin du XIXe siècle, dans le domaine musical, pour désigner l'« échelle des sons qui peuvent être émis par une voix sans difficulté » [c'est donc le sens premier : appliqué d'abord à une voix], ensuite ce dictionnaire analogique invite à consulter les mots ambitus et registre. Et il termine en ajoutant en retrait : « par extension » [donc, par analogie (au sens second), en l'appliquant à des instruments de musique], que ce mot désigne aussi l'« échelle des sons d'un instrument ». Le mot « registre » désigne pour sa part l'« étendue de l'échelle des sons d'un instrument de musique (autre que la voix) ».

## Tessitures vocales
Dans le chant classique, les typologies vocales peuvent être différenciées en basse, baryton, ténor et contreténor pour les hommes, contralto, mezzo-soprano et soprano pour les femmes. Il existe aussi des subdivisions dans chaque registre.
Dans les harmonisations pour les chorales à quatre voix mixtes ce sont souvent les registres de soprano, alto, ténor et basse (communément abrégés en SATB) qui sont utilisés, même si les tessitures ne correspondent pas toujours aux registres des voix solistes. Il est admis dans le langage courant de dire les sopranes et les alti pour désigner les pupitres féminins.

## Différences entre les voix
En raison de quelques différences dans l'évolution de l'appareil phonatoire pendant la mue, la voix des garçons devient plus grave que celle des filles. Après cette transformation, la tessiture des hommes irait en moyenne du sol1 au la3, tandis que celle des femmes irait du mi2 au fa4. Les registres de baryton lyrique et de mezzo-soprano dramatique correspondraient alors au médium des voix d'homme et de femme.
Quant aux enfants, leur tessiture en voix chantée est au début plus courte[source insuffisante] (du ré3 au la3 environ à 3-4 ans), puis gagne dans le grave et l'aigu avec l'âge (du la2 au mi4 environ à 8-9 ans)[source insuffisante]. Ainsi, dans les chorales d'enfants, il est souvent nécessaire de transposer les morceaux pour les adapter à leur voix, surtout si l'interprète de la chanson est un homme ténor. Les faire chanter à l'octave en dessous permet parfois de résoudre la difficulté, mais cela revient à baisser la tonalité de six tons.
La numérotation tient compte de cette différence naturelle d'une octave entre voix d'homme et de femme ou d'enfant. Par exemple, un mi médium chanté à l'octave normale et non au vrai unisson est noté mi2 pour les hommes et mi3 pour les femmes et les enfants. Il existe donc au moins deux façons d'interpréter une même mélodie. Dans un chœur mixte, le chant à l'octave est en général plus facile à réaliser au niveau de la justesse que le chant au vrai unisson à condition encore une fois de trouver une bonne tonalité où l'ambitus du chant convient à la tessiture moyenne des enfants et des adultes.

## Registres des instruments et des voix
Parmi les instruments de musique à cordes frottées, le registre du violon, de plus de quatre octaves montant très haut dans l'aigu, est le plus étendu. Ceux du violoncelle et de l'alto réunis semblent recouvrir toutes les tessitures vocales.
Parmi les instruments à vent, celui de la clarinette basse de quatre octaves est le plus étendu, légèrement supérieur à celui de la clarinette atteignant presque quatre octaves.
Le schéma ci-dessous présente la tessiture des principales typologies vocales et des principaux instruments.
Pour plus de détails, consulter les articles : Voix, Cordes, Bois, Cuivres, Claviers et Percussions.

## Numérotation
Les octaves sont différenciées par numérotation. La convention française donne le numéro 3 au la de 440 Hz, noté la3. Dans ce système, le la de 220 Hz est noté la2. Le changement d'octave se fait à partir du do supérieur ; ainsi on passe du si2 au do3.
Cette numérotation diffère selon les pays. Aux États-Unis, le la3 est noté A4 (une unité de plus). Ce standard est utilisé dans les logiciels d'édition et composition musicales les plus répandus. L'Allemagne et l'Angleterre possèdent également un système de numérotation qui leur est propre (cf schéma ci-dessous). Le système allemand utilise les mêmes termes que le système anglo-saxon pour nommer les notes (C = do), sauf pour le si appelé H lorsqu'il est naturel et B lorsqu'il est bémol.
Dans le système français, au-dessous de l'octave « 1 » se trouve l'octave « -1 », ainsi la note située au-dessous de do1 est si -1.
Le do−2 correspond  à la note la plus grave du Bösendorfer 290.
Dans le système américain, la première octave commence à 1.
Les parties de ténor et de certains instruments étant généralement notées en clé de sol octaviée, le do grave correspond au do2.
De même, le terme « contre-xx » ne désigne pas une note précise mais une hauteur relative : le contre-ut du soprano est équivalent à un  do5 alors que celui du ténor est un  do4.